# Christian III's kanal
Christian III's kanal var en 5.400 meter lang og 4-5 meter bred kanal, der i det 16. og 17. århundrede forbandt den dengang opstemmede Nørreå, med voldgravene omkring Randers. Kanalen tager sin begyndelse ved Fladbro vest for Randers.
Kanalen er i dag tørlagt, selv om bunden ligger ca. 1 meter under terrænniveau. Den blev anlagt kort efter Grevens Fejde i 1534-36, hvor man havde oplevet, at befæstningen af byen ikke var tilfredsstillende – mest fordi, voldgravene blev forsynet fra kilder og bække nord for byen, som ikke gav tilstrækkeligt vand. Kanalen skulle derfor sikre, at voldgravene altid stod vandfyldte.
Fortidsmindet er fredet i 1964, og ifølge fredningsbestemmelserne må der ikke ske nogen form for indgreb i det.

## Eksterne kilder og henvisninger
- Om Christian III's kanal på Fund og Fortidsminder
- Om Christian III's kanal Arkiveret 7. august 2011 hos  Wayback Machine på fortidsmindeguide.dk

56°26′53.98″N 9°58′0.01″Ø / 56.4483278°N 9.9666694°Ø